# Tržišče (gmina Rogaška Slatina)
Tržišče – wieś w Słowenii, w regionie Sawińskim, w gminie Rogaška Slatina. 1 stycznia 2017 liczyła 179 mieszkańców.